# بوند بروک، نیوجرسی
بوند بروک (به انگلیسی: Bound Brook) شهری در ایالت نیوجرسی کشور ایالات متحده آمریکا است که جمعیت آن در سرشماری سال ۲۰۱۰ میلادی، ۱۰٬۴۰۲ نفر بوده‌است.